# مسعود بن بشير المحمدي
مسعود بن بشير المحمدي (23 سبتمبر 1968)، مدرس بالمسجد النبوي الشريف بالمدينة المنورة، والمشرف العام على الدعوة والإرشاد بفرع وزارة الشؤون الإسلامية بالمدينة المنورة سابقاً، والأستاذ بجامعة طيبة بالمدينة المنورة وخطيب مسجد قباء بالمدينة المنورة.

## الميلاد والنسب
هو مسعود بن بشير بن ربيع بن حامد بن محمد بن سعيد بن سافر بن نجم بن سلامة بن مسلم الظبي الساعدي المحمدي الميموني السالمي الحربي، وينتسب إلى بيت الظبي من فخذ الساعدي التي هي من عائلة المحمدي التي هي من قبيلة الميموني، وقبيلة الميموني قسم من قبيلة السالمي التي هي أحد قسمي قبيلة حرب المعروفة.
وحَرْب واحدهم حَرْبيٌّ، وتنقسم قبيلة حرب اليوم إلى فرعين هما: بَنُو سالم ومسروح، وتنقسم بَنُو سالم إلى: مَيْمُون، ومُرَوِّح. وهم منتشرون بين مكة والمدينة على طول الطريق، ومنهم من انتقل إلى بلاد نجد 

## الحياة الدراسية
من أبرز مراحل تعليمه:
- قام بدراسة المرحلة الابتدائية والمتوسطة والثانوية بمعاهد النور لتعليم المكفوفين.
- التحق بكلية الشريعة بالجامعة الإسلامية بالمدينة.
- حصل على شهادة الماجستير من جامعة الإمام محمد بن سعود الإسلامية سنة 1418هـ.
- حصل على شهادة الدكتوراه من جامعة الإمام محمد بن سعود الإسلامية سنة 1423هـ.

## السيرة الوظيفية
- العمل بقطاع التعليم العام في وزارة التربية والتعليم (وزارة التعليم حاليا) خمس سنين.
- العمل بعد ذلك على وظيفة داعية (رسمي) في وزارة الشؤون الإسلامية.
- العمل على وظيفة أستاذ مساعد بمعهد إعداد الأئمة والخطباء التابع لوزارة الشؤون الإسلامية.
- التكليف بالعمل مشرفاً عاماً على الدعوة والإرشاد بفرع وزارة الشؤون الإسلامية بالمدينة المنورة.
- انتقل إلى العمل بجامعة طيبة بالمدينة المنورة كعضو في هيئة التدريس بالمعهد العالي.

## المؤلفات

### في العقيدة
- عقيدة أهل الإسلام في نبي الله عيسى عليه السلام.
- الإسراء والمعراج.
- فتنة المسيح الدجال.
- مسائل التكفير دراسة عقدية.
- مسائل عقدية من حديث سبق الكتاب.
- وقفات عقدية مع قوله (صلى الله عليه وسلم) لا تجعلوا قبري عيدا.

### في الفقه
- معاملات معاصرة في ضوء قوله (صلى الله عليه وسلم) لا تبع ما ليس عندك.
- أحكام المداينة المعاصرة في ضوء آية الدين.
- الأحكام الفقهية الخاصة بالعميان.
- أحكام المتاجرة بالأسهم.
- أحكام بيع التورق.
- نظرات فقهية في أحكام سجن المدين بدينه.

### في الحديث
- شرح الشمائل المحمدية للترمذي.
- شرح عمدة الأحكام من كلام خير الأنام.

### في التفسير
- فقه آيات الأحكام.
- تفسير سور الأجزاء الخمسة الآخيرة من القرآن.

### في الدعوة
- فقه ابن عمر رضي الله عنه الدعوي في الفتن.
- وصايا ابن مسعود رضي الله عنه في إعداد الداعية.
- الفقه الدعوي لقوله سبحانه (أّلا تنصروه فقد نصره الله).
- الفقه الدعوي لقوله صلى الله عليه وسلم (الدين النصيحة).

- الاستطاعة في الاحتساب من خلال حديث ابي سعيد الخدري رضي الله عنه
- الدروس الدعوية من سيرة ابن أم مكتوم
- المسائل والدروس الدعوية المستفادة من حديث حنظلة رضي الله عنه
- تحصين الداعية من الفتن
- تسامح الداعية مع المدعو غير المسلم
- فقه الدعوة من قصة أصحاب الكهف
- الاحتساب على المنكرات في المقابر
- فقه الامام عبدالغني المقدسي في الدعوة إلى الله
- حقوق الدعاة على الدعاة
- دعوة اهل البدع بأسلوب الجدل[4]

## الشيخ في الإعلام
- بلغت المحاضرات والخطب المسجلة للشيخ المنشورة على الإنترنت أكثر من مئة وخمسين محاضرة وخطبة.
- ثلاثة عشر برنامج تلفازي تم بثه.
- زاوية حديث القلم صحيفة عكاظ عام 1430هـ.

## مشائخه
- أ.د. فيحان بن مشعان المطيري أستاذ الفقه المقارن بالجامعة الإسلامية سابقا والمدرس بالمسجد النبوي.
- أ.د. صالح بن سعد السحيمي أستاذ العقيدة بالجامعة الإسلامية والمدرس بالمسجد النبوي.